# Herb gminy Andrzejewo
Herb gminy Andrzejewo – jeden z symboli gminy Andrzejewo, autorstwa Wojciecha Tutaka i Pawła Dudzińskiego, ustanowiony 14 sierpnia 2009.

## Wygląd i symbolika
Herb przedstawia na tarczy w polu czerwonym z prawej krzyż legata papieskiego o trzech ramionach, srebrny, z lewej takież przeplecione litery tworzące monogram "AC".
Krzyż nawiązuje do kardynała Stefana Wyszyńskiego, związanego z ziemią andrzejewską. Monogram oznacza Andreasa Criciusa, czyli Andrzeja Krzyckiego, który założył w 1534 roku Andrzejewo. Monogram w formie przyjętej w herbie widniał na najstarszych pieczęciach miejskich Andrzejewa, które miało prawa miejskie w latach 1528-1870 (początkowo jako Wronie).